# اختاپوس (مجموعه تلویزیونی)
اختاپوس یک مجموعه تلویزیونی ایرانی به کارگردانی پرویز صیاد است که در بیش از ۲۰۰ قسمت تهیه و طی سال‌های ۱۳۵۰ تا ۱۳۵۳ (نزدیک به چهار سال) از تلویزیون ملی ایران پخش شد.
اختاپوس‌‌‌ از اولین کارهای مشترک پرویز صیاد و پرویز کاردان بود. عده‌ای از آدم‌های مختلف که ظاهراً نماینده تیپ‌های مختلف اجتماع بودند، هفته‌ای یکبار در انجمنی به نام اختاپوس (که برگرفته از حروف اول کلمات: انجمن خادمین تمدن انسانی و پی‌گذاران وحدت ستمدیدگان بود) دور هم جمع می‌شدند و حرف می‌زدند. مجموعه تلویزیونی طنزی که روابط عوام‌فریبانه و مرد رندانه برخی از مردم اجتماع آن روز را به تصویر می‌کشید.
‌‌ایده اصلی این مجموعه تلویزیونی طنز اجتماعی از میهمانی مفصلی با حضور بسیاری چهره‌های مطرح روز در منزل ابراهیم گلستان در یکی از سال‌های پایانی دهه چهل می‌آید که در آن میزبان، بدون اطلاع حاضران، صدای صحبت‌ها و مباحث مهمان‌ها را ضبط می‌کند. بعدتر وقتی حضار به صحبت‌های خود، که مانند بقیه مهمانی‌ها درباره موارد گوناگون (از قبیل مسائل سیاسی، اجتماعی، تجاری، فرهنگی و آب و هوا و ...) است، گوش می‌دهند متوجه می‌شوند که این صحبت‌های به ظاهر جدی چقدر بی‌سر و ته و بی‌ربط و خنده‌دار اند. این تجربه باعث می‌شود گلستان به صیاد پیشنهاد بدهد که مجموعه تلویزیونی طنز اجتماعی با همین مضمون بسازد و صیاد با پیگیری همین ایده چند سال بعد این مجموعه تلویزیونی را تولید می‌کند.
پرویز صیاد، پرویز کاردان، صادق بهرامی، سیروس ابراهیم‌زاده، نوذر آزادی و شهناز تهرانی به ترتیب نقش شخصیت‌هایی به نام‌های حسن بلژیکی، مهندس، استاد، دکتر، قاطبه، و سامانتا (رقیه) را در این مجموعه تلویزیونی بازی می‌کردند. تیپی که برای اولین بار در این مجموعه تلویزیونی معرفی شد و بعدها به شدت گل کرد، قاطبه با نقش آفرینی نوذر آزادی بود.

## کاف‌شو
کاف‌شو یک مجموعه تلویزیونی محصول سال ۱۳۵۴ به کارگردانی پرویز صیاد، نویسندگی و تهیه‌کنندگی می‌باشد که از شبکه پخش شد.
«کاف‌شو» در واقع یکصد و پنجاه و یکمین و آخرین قسمت از مجموعه تلویزیونی «اختاپوس» بود که به مناسبت نوروز ۱۳۵۴
ساخته شده بود و در ۱۳ فروردین ماه ۱۳۵۴ پخش شد.

## بازیگران
- جهانگیر فروهر در نقش «مستر کاف»
- سیروس ابراهیم‌زاده در نقش «دکتر»
- نوذر آزادی در نقش «قاطبه»
- صادق بهرامی در نقش «استاد»
- شهناز تهرانی در نقش «سامانتا»
- پرویز صیاد در نقش «حسن بلژیکی» و «صمد»
- پرویز کاردان در نقش «مهندس»
- مری آپیک
- عزت‌الله نوید در نقش «کلنل علینقی خان»
- محمد گودرزی

بازیگران کاف‌شو
- محمدعلی ورشوچی
- نعمت الله آغاسی
- پرویز قریب افشار
- جهانگیر فروهر
- حسین امیرفضلی
- صادق بهرامی
- فرخ‌لقا هوشمند
- محمود لطفی
- مری آپیک
- نوذر آزادی
- سوسن
- جهانگیر صمیمی فرد
- بهمن زرین پور
- علی زاهدی